# Tamba-Tachikui-Keramik

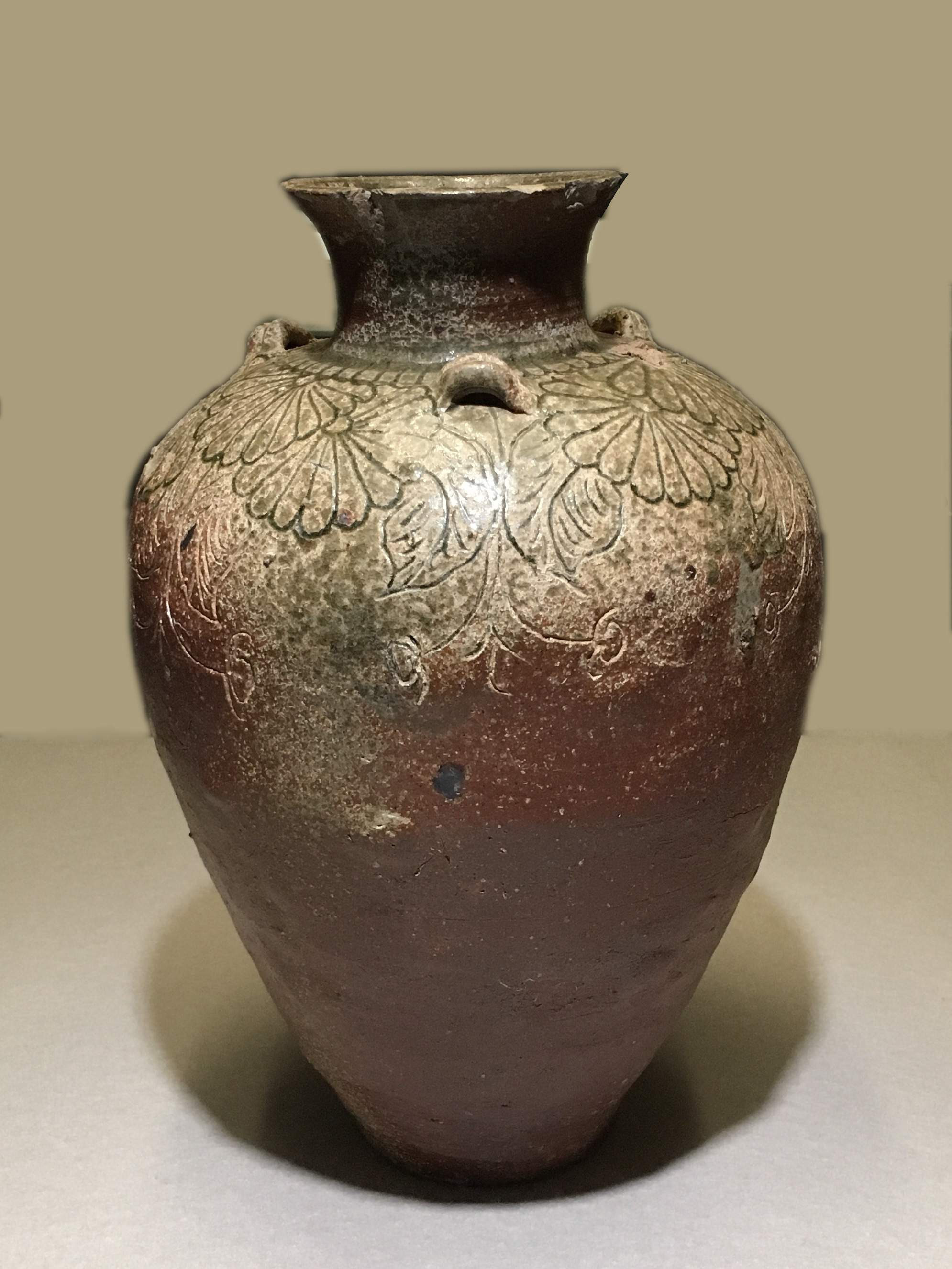
Krug mit Blumenmuster und Ohren

Tamba-Tachikui-Keramik (japanisch 丹波立杭焼, Tambatachikui-yaki) ist die Bezeichnung für japanische Keramikprodukte, die in Sasayama in der Präfektur und Umgebung hergestellt werden. Tambatachikui gehört – abgesehen von der Mino-Keramik, die eine Sonderstellung einnimmt – zu den Sechs alten Brennöfen, den „Rokkoyō“.

## Übersicht
Die Produktion von Tamba-Tachikui-Keramik scheint in der frühen Kamakura-Zeit (1185–1333) begonnen zu haben. In den Brennöfen wurden anfangs Produkte, einschließlich Keramikbehälter zur Lagerung von Ernten, für die Bauern der Umgebung hergestellt. Abgesehen von einigen eingeritzten Ornamenten und Inschriften entstand die Oberflächendekoration während des Brennprozesses durch ausfallende, leicht grünliche Asche auf den Schultern der Gefäße und durch die züngelnde Flamme ein rötlicher Hauch am restlichen Gefäß.
Nach und nach wurde die Produktionspalette erweitert, wobei bevorzugt hergestellt wurden: Geräte für die Tee-Zeremonie, Sake-Flaschen, Reis-Schalen. Kleine Hibachi und Mörser. An Farben bevorzugte man eine rötlich-braune, schwarze oder bernsteinfarbene Glasur, wobei die Ausschmückung einfach gehalten wurde.
Die Nachfrage nach Tamba-Keramik brach nach der Meiji-Restauration 1868 zusammen. Im Zusammenhang mit der Volkskunst-Bewegung kam es jedoch zu einer Wiederbelebung. So wurden 1990 über 50 Brennöfen betrieben.

## Bilder

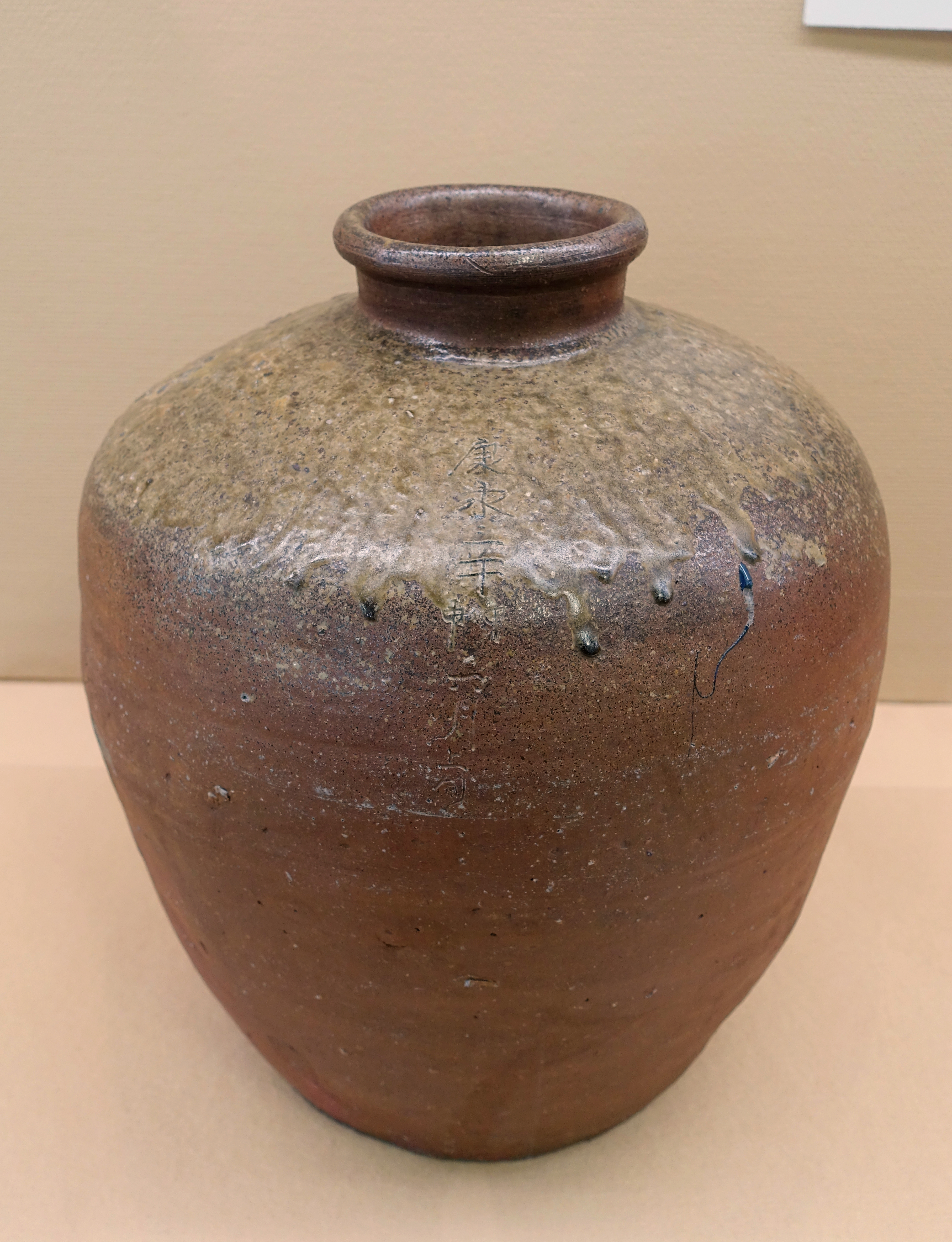
Krug, 1344
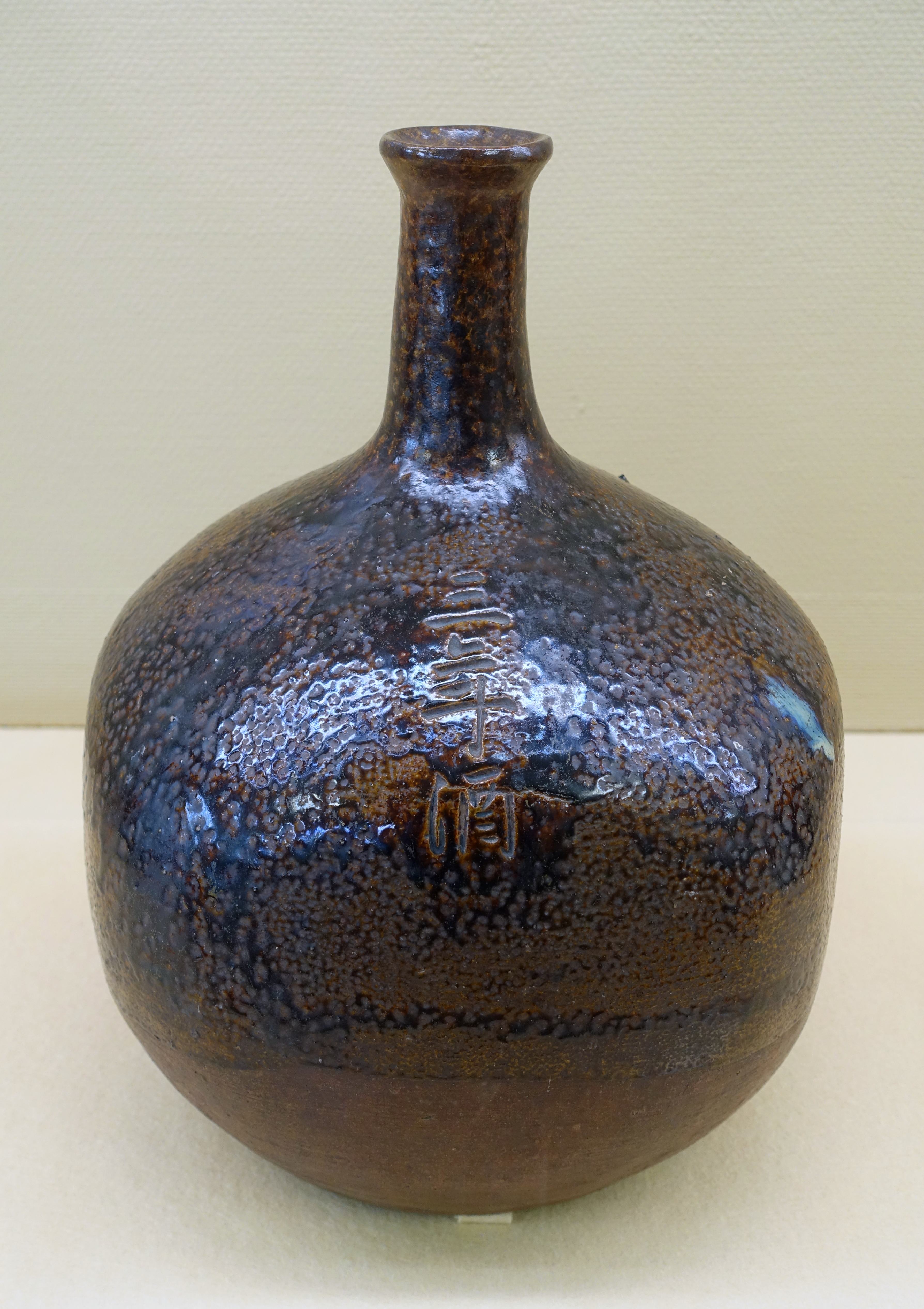
Sake-Flasche
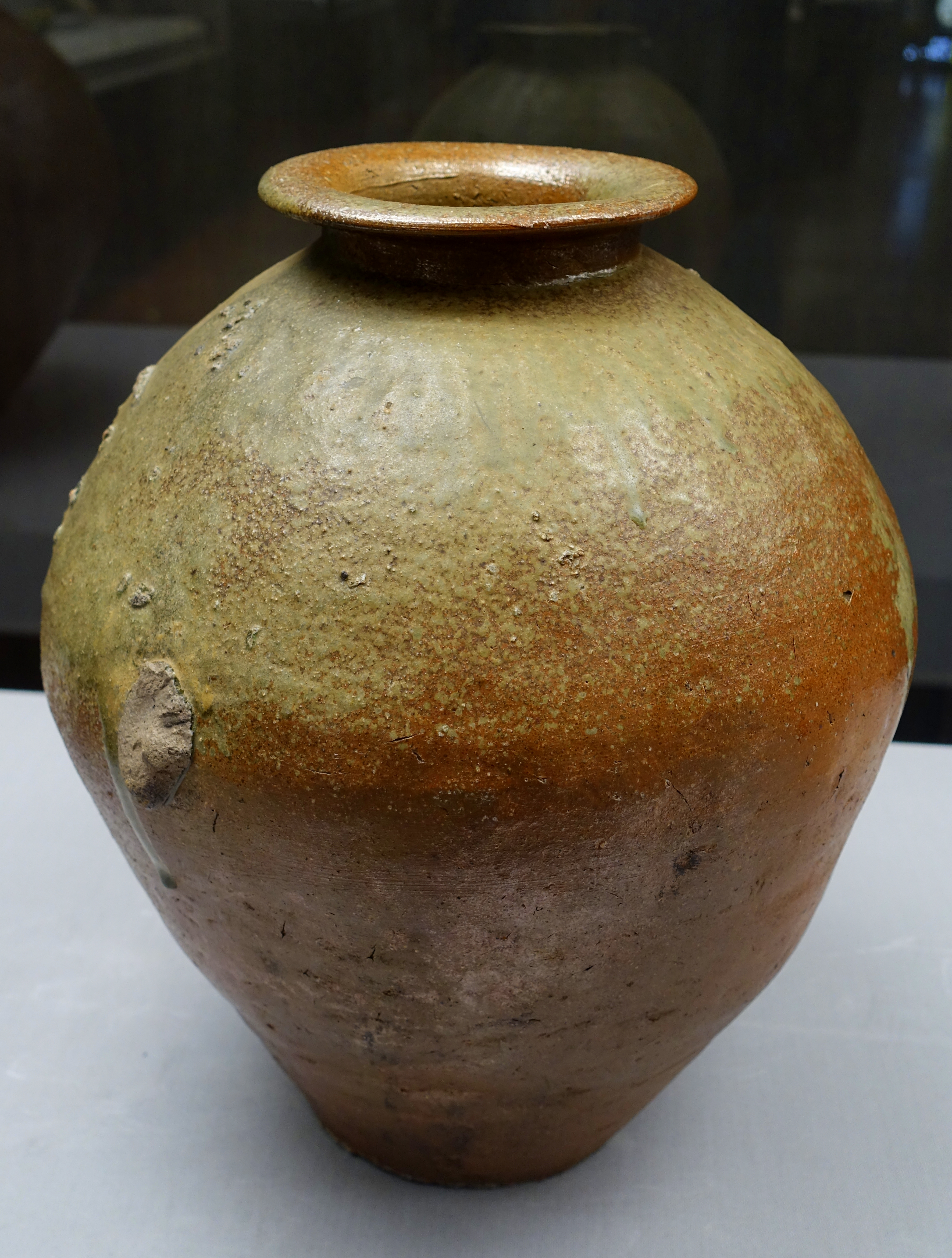
Naturfarbener Krug, Muromachi-Zeit
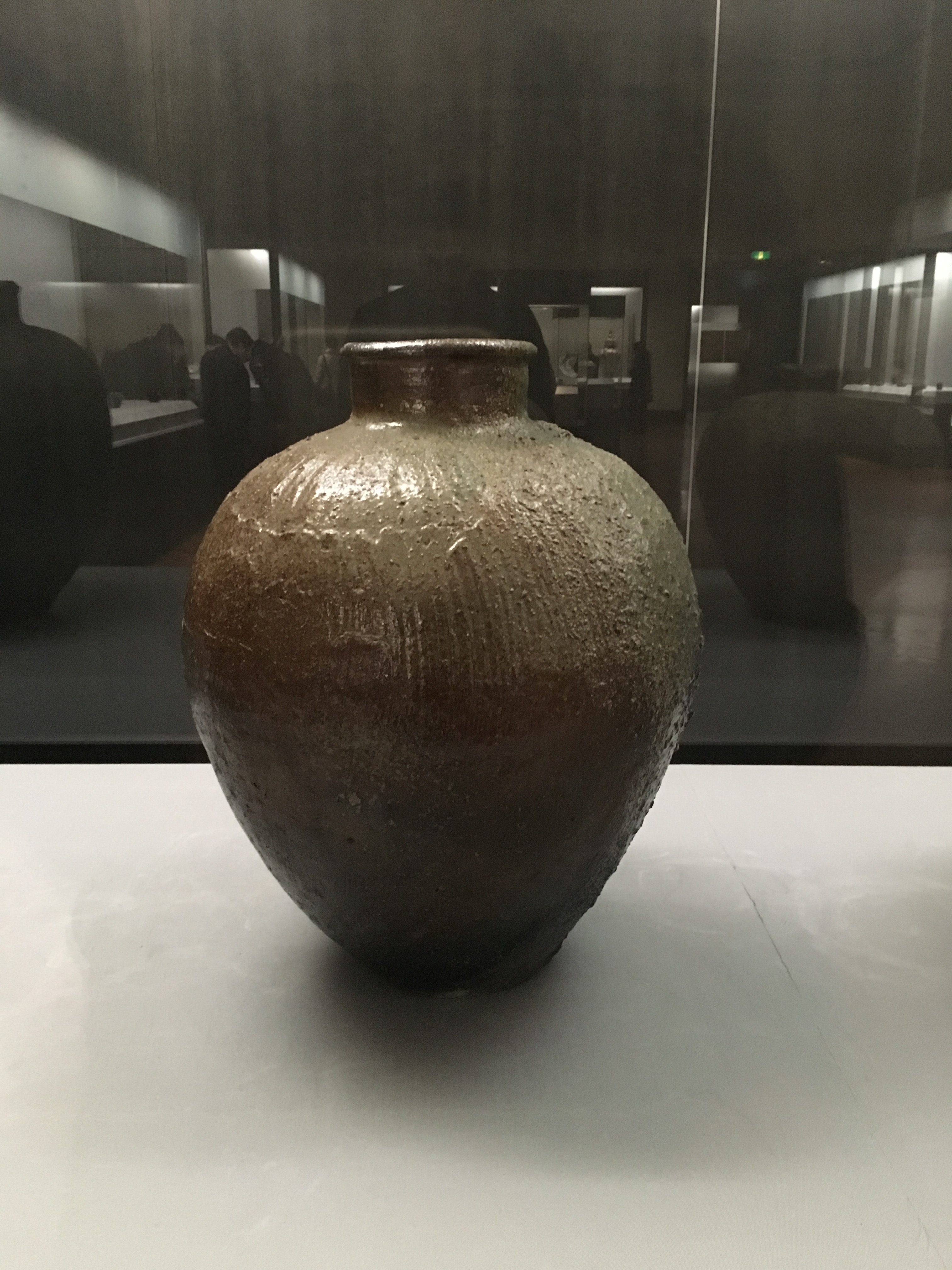
Naturfarbener Krug, Azuchi-Zeit
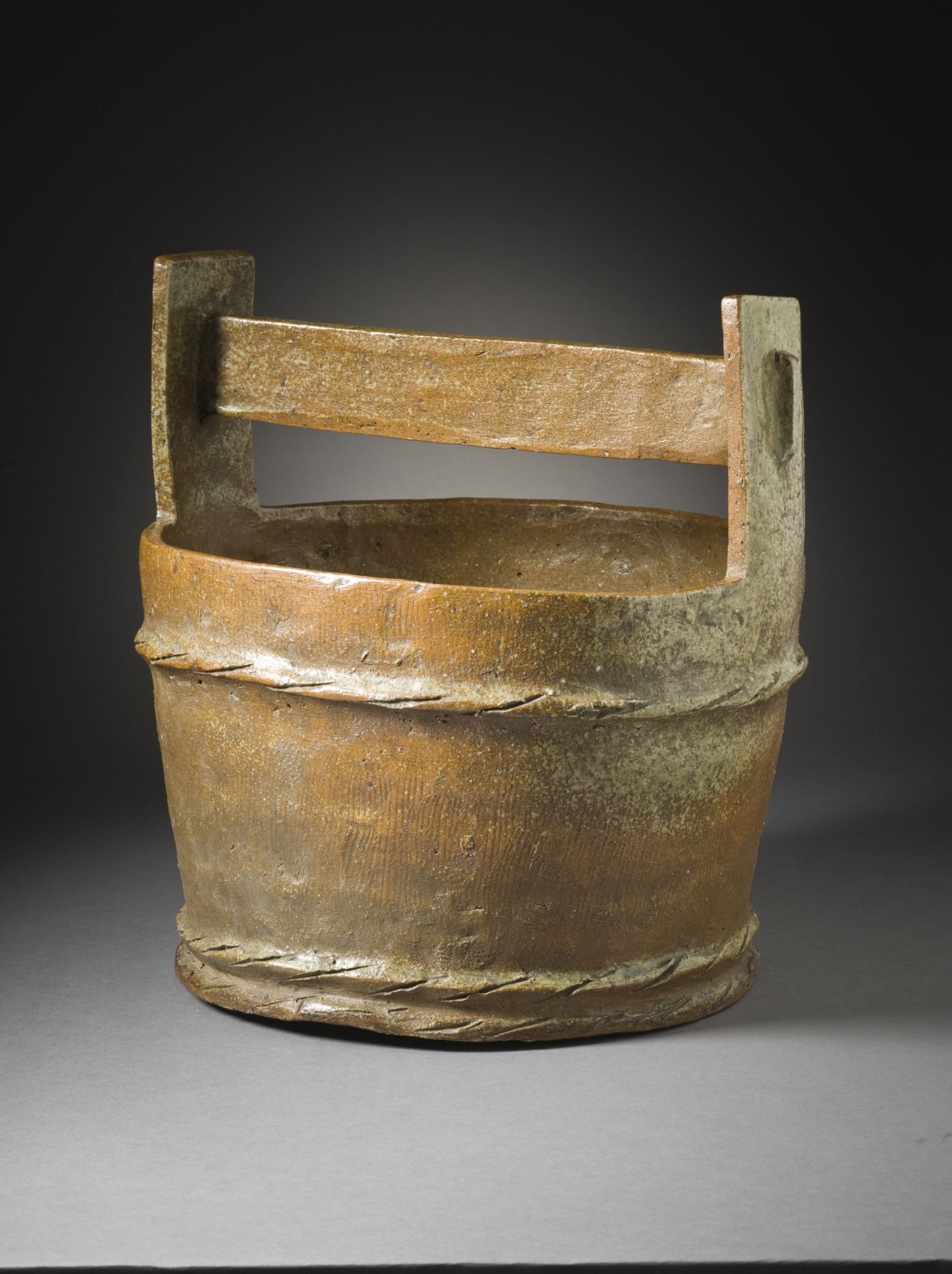
Wasserbehälter